# Булаир (вилает Чанаккале)
Вижте пояснителната страница за други значения на Булаир.
Булаир (на турски: Bolayir, Болаир, на гръцки: Πλαγιάρι, Плаяри) е село в Източна Тракия, Турция, Вилает Чанаккале.

## География
Селото се намира на Галиполския полуостров, на 12 километра северно от град Галиполи.

## История
При селото са останките на историческата византийска крепост Цимпе, първият опорен пункт на османските турци в Европа.
В 19 век Булаир е гръцко село в Галиполски санджак на Одринския вилает на Османската империя.
В района през Балканската война се води боят при Булаир, в който българската войска нанася тежко поражение на турците.
През 1922 година след краха на Гърция в Гръцко-турската война жителите на Булаир се изселват в Гърция по силата на Лозанския договор. Част от тях се заселват в ениджевардарското село Спирлитово, прекръстено на Плаяри, част в солунските Узун Али, прекръстено също на Плаяри, Караджохали (Кардия) и Ново село (Агия Параскеви) и част в лъгадинското село Ексамили.

## Личности
Починали в Булаир
- Георги Илиев Вучков, български военен деец, подпоручик, загинал през Балканската война[3]
- Трайко Станчев Филипов, български военен деец, подпоручик, загинал през Балканската война[4]

## Други
На Булаир е наречена улица в квартал „Гърдова глава“ в София (Карта).